# Чиркович, Сима
Сима Чиркович (серб. Сима Ћирковић; 29 января 1929, Осиек — 14 ноября 2009, Белград) — выдающийся югославский и сербский историк, академик Сербской академии наук и искусств. Был одним из ведущих сербских специалистов по истории Средних веков, опубликовал множество монографий и статей, среди которых наиболее известными считаются «История средневекового боснийского государства» и «Сербы в Средние века».
Родился в Осиеке в Королевстве Сербов, Хорватов и Словенцев. Основную школу окончил в Сомборе, а гимназию в Белграде (1941—1944) и Сомборе (1945—1948). Историю изучал на философском факультете Белградского университета с 1948 по 1952 год. После получения диплома некоторое время работал в архиве в Зренянине и в Народной библиотеке в Белграде. В 1955 году стал ассистентом в Институте истории. Два года спустя на философском факультете защитил докторскую под названием «Герцог Стефан Вукчич и его эпоха». Она была опубликована в 1964 году.
В 1972 году был избран членом-корреспондентом, а в 1981 году постоянным членом Сербской академии наук и искусств. В Академии работу начал как секретарь, затем секретарь исторического отделения. Позднее Чиркович был генеральным секретарем (1981—1985) и членом президиума Академии. Помимо неё был и членом Черногорской академии наук и искусств и Хорватской академии наук и искусств и т. д.

## См. также